# Sciara lucidipennis
Sciara lucidipennis är en tvåvingeart som beskrevs av Frederick Askew Skuse 1888. Sciara lucidipennis ingår i släktet Sciara och familjen sorgmyggor. Inga underarter finns listade i Catalogue of Life.